# Википедија на западнофризијском језику
Википедија на западнофризијском језику је верзија Википедије на западнофризијском језику, слободне енциклопедије, која данас има преко 13 000 чланака и заузима на листи Википедија 77. место.